# Расстрел в Новоизборске
Расстрел 25 профсоюзных делегатов в Новоизборске — расстрел двадцати пяти делегатов I съезда профсоюзов Эстонии у станции Ново-Изборск (ныне Новоизборск, Псковской области), 3 сентября 1919 года.
Гибель 25 профсоюзных делегатов в Новоизборске сравнивают с расстрелом 26 бакинских комиссаров во время Диктатуры Центрокаспия в Азербайджане летом 1918 года.

## Предыстория
31 августа 1919 года в Таллине прошёл I съезд профсоюзов Эстонии. Он принял резолюцию, в которой основой будущей политики профсоюзов назывались решения III Интернационала и содержалось требование к правительству Эстонской Республики заключить на любых условиях мир с Российской Социалистической Федеративной Советской Республикой. Эстонское правительство посчитало делегатов съезда предателями родины, продемонстрировавшими свою солидарность с врагом — Красной армией, развязавшей войну против Эстонской Республики. 31 августа и рано утром 1 сентября были арестованы 104 деятеля профсоюзов и рабочего движения. Двоих из них впоследствии отпустили, а 102 человека в 4 часа утра 1 сентября под конвоем, который на автомобиле возглавлял министр внутренних дел Эстонии социал-демократ Александр Хеллат, доставили на железнодорожный вокзал и отправили в товарном вагоне на станцию Новоизборск, куда они прибыли 2 сентября. Далее было решено депортировать их за линию фронта, к красным, на платформах ширококолейного бронепоезда № 2, передвигавшегося между Псковом и Могилино. Бронепоезд, однако, не мог вместить более сотни человек, поэтому в тот же день в сторону позиций Красной Армии были отвезены только 76 человек. Отпущенные люди позже добрались до Петрограда. Как они позже рассказали на допросах у красных, во время своего перехода они слышали выстрелы, но не знали, что случилось с теми 26 профсоюзными активистами, которые остались под арестом в Новоизборске.

## Расстрел

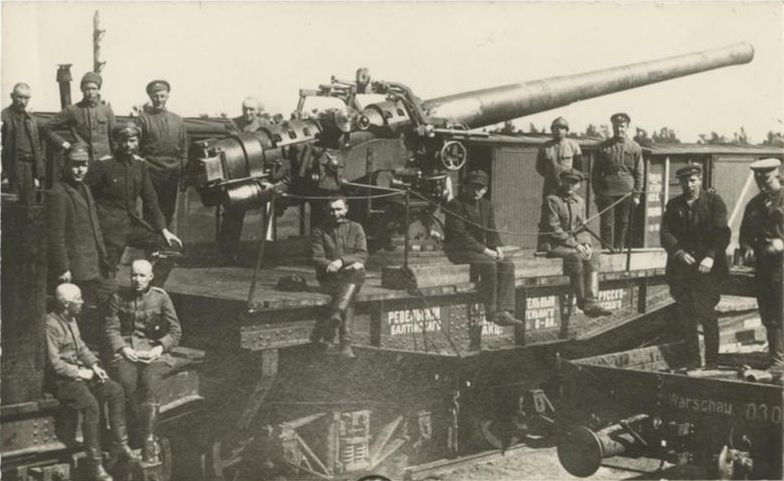
Платформа бронепоезда № 2 и бойцы бронепоезда, 1919 год

25 оставшихся арестованных профсоюзных активистов были расстреляны без суда и следствия недалеко от станции Ново-Изборск солдатами эстонского бронепоезда № 2. Одного из задержанных оставили в живых. Согласно воспоминаниями Хеллата, за него вступился один из солдат бронепоезда, сказав, что это его одноклассник и он не имеет никакого отношения к коммунистам, а «просто каким-то образом попал в плохую компанию».

## Список расстрелянных
1. Александр Ханнус (Aleksander Johannes Eduard Hannus), председатель Центрального совета профсоюзов Эстонии, революционер[3]
2. Йоханнес Аллик (Johannes Allik), член правления Центрального совета профсоюзов Эстонии и представитель завода Ноблесснера
3. Михкель Коолмейстер (Mihkel Koolmeister), член президиума Центрального совета профсоюзов Эстонии, революционер[3]
4. Эдмунд Хаммер (Edmund Hammer), секретарь Центрального совета профсоюзов Эстонии, социал-демократ[3]
5. Йоханнес Вейсманн (Johannes Veismann),
6. Харальд Венникас (Harald Vennikas), представитель маляров
7. Карл Вольбрюк (Karl Volbrück), коммунист[3], представитель целлюлозной фабрики
8. Аугуст Воллманн (August Vollmann), рабочий завода Вольта
9. Паулина Гутман (Pauline Gutmann), директор рабочей столовой
10. Йоханнес Куммер (Johannes Kummer), представитель рабочих Кохилаской бумажной фабрики
11. Йоханнес Кутник (Johannes Kutnik)
12. Виллем Маазик (Villem Maasik), делегат от социал-демократов
13. Йоханнес Махони (Johannes Mahoni), курьер
14. Йоханнес Пескманн (Johannes Peskmann), работник Целлюлозного комбината, кочегар
15. Александр Пруул (Aleksander Pruul), рабочий завода «Ноблесснер»
16. Юри Ребане (Jüri Rebane), врач для бедняков
17. Юхан Рятсепп (Juhan Rätsepp)
18. Йоханнес Рийсманн (Johannes Riismann), представитель рабочих металлообработки
19. Юхан Типпо (Juhan Tippo), рабочий завода «Двигатель», революционер[3]
20. Аугуст Туудер (August Tuuder), железнодорожный рабочий
21. Альфред Умберг (Alfred Umberg), актёр
22. Марта Умберг (Marta Umberg), супруга Альфреда Умберга,
23. Мартин Шмидт (Martin Schmidt), представитель строительных рабочих
24. Мартин Ыун (Martin Õun), рабочий завода Крулля
25. Александр Яэгер (Aleksander Jääger), представитель рабочих Кренгольмской мануфактуры[6][3]

В живых был оставлен Адо Пяртель (Ado Pärtel).

## Советский военный трибунал
После присоединения Эстонии к СССР 6 августа 1940 года большевики организовали массовые репрессии против своих политических оппонентов.
6 сентября 1940 года на закрытом заседании Военного трибунала Уральского военного округа в Кирове состоялось слушание дела семи подсудимых: Яана Леппа, Хуго Леппа (Hugo Lepp), Арнольда Толса, Яана Поска-младшего, Яана Паркья (Jaan Parkja), Фердинанда Ребане (Ferdinand Rebane) и Лембита Паапа (Lembit Paap). Заседание суда длилось 10 часов. В его постановлении говорилось, что в преступлении, совершённом в отношении участников I Съезда профсоюзов Эстонии, виновны все подсудимые. Суд приговорил их к расстрелу.
В отношении Яана Леппа смертный приговор был приведён в исполнение 9 декабря 1940 года в 18 часов 55 минут. Правительство Эстонской Республики реабилитировало Яана Леппа 22 декабря 1993 года.

## Память о погибших

Памятник расстрелянным в Новоизборске делегатам I съезда профсоюзов Эстонии, Таллин

В 1963 году в Таллине, на участке между бульваром Юрия Гагарина и прудом Шнелли был установлен памятник погибшим делегатам I съезда профсоюзов Эстонии (скульптор Александр Каасик, архитектор Уно Тэльпус). На постаменте монументальной скульптуры, изображающей рабочего, разрывающего железные оковы на своих руках, надпись на эстонском и русском языках: «Вечная память делегатам I съезда профсоюзов Эстонии, павшим от руки эстонской буржуазии в Изборске 3 сентября 1919 года». Ниже перечислены имена погибших.
Узнав о случившемся, эстонский поэт и политик, эсер Густав Суйтс (1883—1956) написал об этом так:

Мне больно и стыдно.
Когда я спал, человека убили,
Когда я укрылся ковром, человека повесили,
Сердце прострелили.
Оригинальный текст (эст.)Mul on valus ja häbi.
Sel ajal, mil magasin, tapeti inimest,
mil ma katsin end vaibaga, poodi inimest,
süda pisteti läbi.

## Историография
В советской историографии была высказана следующая точка зрения на произошедшее:

«Выполняя — хотя и с возрастающими колебаниями — указания западных империалистов и видя в 26 задержанных своих страшных врагов, буржуазные власти решили убить их вместе с социалистическими вождями».
Советские историки считают, что приказ о расстреле отдал министр внутренних дел Эстонии социал-демократ Александр Хеллат.
В своей книге «Белый террор в Эстонии в 1918—1919 годах», изданной Тартуским университетом в 1961 году, эстонский историк Пауль Вихалем к организаторам расстрела относит капитана Хеллата и подкапитана Хельмута Веэма, офицера, отвечавшего за сбор разведданных в штабе главнокомандующего.
Современные эстонские историки утверждают, что никаких доказательств того, что расстрел был проведён по приказу А. Хеллата, советские историки представить не смогли, как им и не удалось подтвердить, что «за всем этим стояли предписания западных империалистов».
Сам А. Хеллат в своих мемуарах утверждал, что расстрел профсоюзных активистов происходил не по его приказу. Он также отметил, что человек, отдавший такой приказ, поступил не очень мудро: он должен был предусмотреть, что большевики в отместку могут казнить перешедших к ним эстонских профсоюзных активистов.
Следствие, проведённое эстонской военной прокуратурой в 1920 году, пришло к выводу, что командир бронепоезда № 2 подкапитан Яан Лепп получил устный приказ о казни от помощника командира «Кайтселийта», капитана Йоханнеса Лутсара (Johannes Lutsar). Лутсар был назначен командующим «Кайтселийтом» Эдуардом Алвером командиром эшелона, который должен был вывезти профсоюзных активистов из Эстонии. Однако, помощник командира «Кайтселийта» не имел права отдавать приказы командиру бронепоезда, он мог только сделать ему предложение о расстреле. В своих воспоминаниях Лепп пишет, что он запросил у штаба дивизии бронепоездов соответствующие инструкции, после чего получил распоряжение о казни от начальника штаба дивизии капитана Йоханнеса Поопуу.
Эстонский историк Рейго Розенталь в 2008 году в своей статье «Кто отдал приказ о кровавой расправе в Изборске?» (ориг. эст. Kes andis käsu “Irboska veretööks”?) пишет, что ни члены эстонского правительства, ни высшее командование вооружённых сил не имели отношения к казни (которую он называет «инцидентом»), и что распоряжение о расстреле дало командование Дивизии бронепоездов, а инициатором расстрела было руководство «Кайтселийта». Розенталь считает открытым вопрос о роли подкапитана Хельмута Веэма в этом инциденте.